# محمود أباد مظاهري (اسماعيلي كرمان)
محمود أباد مظاهري (بالفارسية: محمودآباد مظاهری) هي منطقة سكنية تقع في إيران في منطقة إسماعيلي. يقدر عدد سكانها بـ 21 نسمة .